# Sulkovec
Sulkovec (in tedesco Sulkowetz) è un comune ceco situato nel distretto di Žďár nad Sázavou, nella regione di Vysočina.